# Száj- és körömfájás
A száj- és körömfájás, úgy is, mint ragadós száj- és körömfájás (aphtae epizooticae) erősen ragályos, olykor halálos, főként a párosujjú patás állatokat és a teveféléket fenyegető vírus (Aphthovirus) okozta betegség. A kórokozó fő áldozatai a szarvasmarha, a disznó, a birka vagy a kecske, valamint a bivaly és a szarvas, de elefánt, patkány és sün is elkaphatja; a lovat a vírus nem támadja meg. Nem tévesztendő össze az egyszerűen marhavésznek is nevezett keleti marhavésszel.
Igen ritkán a vírus az embert is megfertőzheti, de a fertőzöttek akkor is elég gyorsan felépülnek influenzához hasonló rosszullét érzésével, lázzal, hányással, a szájfal lekopásával és felhólyagzással járó tüneteik megszűntével. Emberek közötti fertőzés eddig még nem fordult elő, sokkal gyakoribb, hogy a vírust hordozó egyén egy állatot fertőz meg.
Egyes esetekben a betegségre hajlamos fertőzött állat nem mutatja a betegség tüneteit. Ezek az egyedek a betegség hordozóivá válnak. Más állatok is hordozhatják a betegséget, 1952-ben Kanadában például egy kutya fertőzött csontokkal terjesztette a kórt, és a Szovjetunióban pedig egy farkas vált hordozóvá. A leggyakoribb tünetmentes hordozó az ember. A fertőzés továbbvitelét a ruházat és a cipő fertőtlenítésével lehet elkerülni; a vírus az orr nyálkahártyájában egy napig fertőzőképes marad.

## Kórokozója

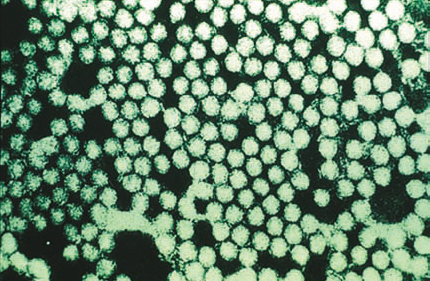
A száj- és körömfájás vírusa

1898-ban  Friedrich Loeffler és Paul Frosch bakteriológusok az állatbetegségek közül a száj- és körömfájás kórokozójáról állapították meg, hogy vírus. Ehhez a beteg állatokból származó nyirkot olyan sűrű szűrőkön szűrték át, amik kiszűrik a baktériumokat. Ezután a szűrlet egészséges borjakba adva szintén betegséget váltott ki. A száj- és körömfájás vírusa erősen fertőző, egyszálú RNS-vírus, [ss(+)RNA]. A Picornaviridae család Aphthovirusai közé tartozik, melynek virionjai 25–30 nm-es, ikozaéder alakú vírusok; bennük az örökítőanyag egyszálú RNS. Egy fertőzött sejtben a replikáció a fehérjeburok feloszlása után a sejtplazmában hajtódik végre. Az új virionok a sejtmembrán lízise után szabadulnak ki.
A száj- és körömfájásnak 7 szerotípusa és mintegy 80 altípusa ismert. Az egyik típus elleni természetes vagy mesterséges védelem nem véd a többi típus ellen, így azokat az állat már a védelem ideje alatt elkaphatja. Európában legtöbbször az A és az O típus található, ritkábban előfordulhat C típus is. A 2025-ös magyarországi és szlovákiai járványokat az Asia1 típus okozta. A többi szerotípus a SAT1, SAT2 és SAT+ kódot kapta.

## A vírus terjedési módjai
Szemben a legtöbb kórokozóval, a száj- és körömfájás vírusánál lehetségesnek tartják, hogy akár egyetlen virion is kiválthatja a betegséget.
A leggyakoribb terjedési mód: közvetlen érintkezés a fertőzött és egészséges állatok között (csordán belül, vagy karámmal, szállítóeszközökkel).
További lehetséges terjedési módok:
- levegőben, az állatok közötti közvetlen kontaktus nélkül: szél és járműforgalom révén; a szél akár 300 km-re is elfújhatja.[8]
- az állatok gondozóinak ruházata közvetítésével;
- fertőzött takarmánnyal való kontaktus útján;
- pocsolyavíz, nyers állati húsmaradvány és fertőzött állati húsmaradványokat tartalmazó táplálékpótlék útján;
- marhák esetében akár fertőzött bika ondója útján is;
- tej, sajt, hús útján
- trágyával
- akár levél és kézfogás útján is.[5]

A vírus megmarad hideg körülmények között (fagyasztott húsban is), de elpusztul a hőtől (legalább 60 Celsius fok) és a fertőtlenítőktől. A Nébih tételesen felsorolja azokat a fertőtlenítő oldatokat, amelyektől elpusztul. Nem bírja a 6 alatti és a 10 fölötti pH-t. A tejsavas erjedés 1-2 nap alatt tönkreteszi. A vírus számára kedvező a nedves, hűvös idő; ilyenkor árnyékban hetekig fertőzőképes marad. Képes túlélni a száraz, illetve fagyott környezetet. A szervezetben legkedvezőbb neki a csontvelő és a nyirokcsomó; az izomzatban nem képes sokáig megőrizni fertőzőképességét. A takarmányban való túlélése annak fajtájától függ: széna és szalma esetén 15 hétig, más takarmányokban 1 hónapig marad meg. A szárított bőrökben 15 hétnél is tovább túlél. Tejporban hónapokig, levált szaruban évekig is megmarad.
A vírusfertőzés rendszerint egy-egy gócpontban kezdődik, ami járvánnyá alakulhat, ha nem megfelelően kezelik a helyzetet.

## Előfordulása

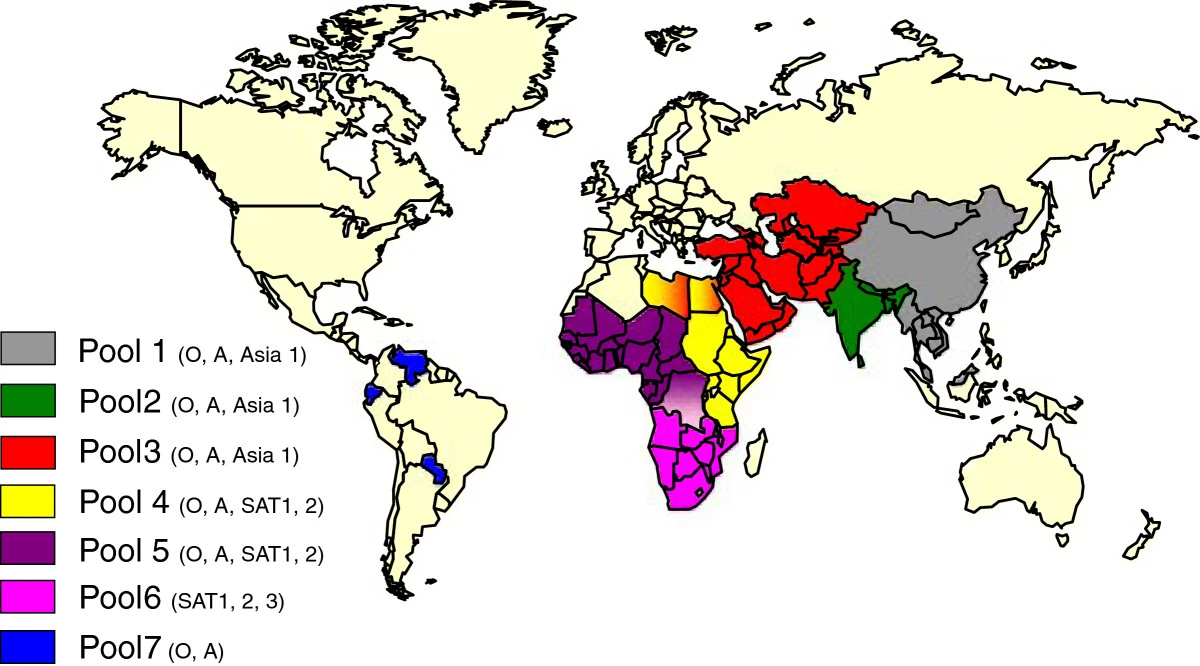
A száj- és körömfájás vírusainak elterjedtsége

A száj- és körömfájás globálisan elterjedt. Mindenesetre Új-Zélandon még nem regisztráltak kitörést, Ausztráliában pedig az utolsó kitörés 1872-ben volt. Az Amerikai Egyesült Államokban 1929-ben, Kanadában 1952-ben, Mexikóban 1954-ben, Chilében pedig 1988-ban volt az utolsó kitörés. Az 1911-es járvány katasztrofális volt Európa számára. Norvégia 1952-ben, Finnország 1959-ben, Svédország 1966-ban vált száj- és körömfájásmentessé. Ausztriában utoljára 1973-ban tört ki járvány.
A száj- és körömfájás elterjedt Afrikában, Ázsiában, és Dél-Amerika egyes részein. Ezeken a területeken enzootikusnak számít. Európában a betegség állami állatorvosi felügyelet alatt állt, azonban behurcolás lehetséges. A különböző terjedési módok és a gyors terjedési sebesség miatt a járvány Európát is állandóan fenyegeti.

## Tünetek

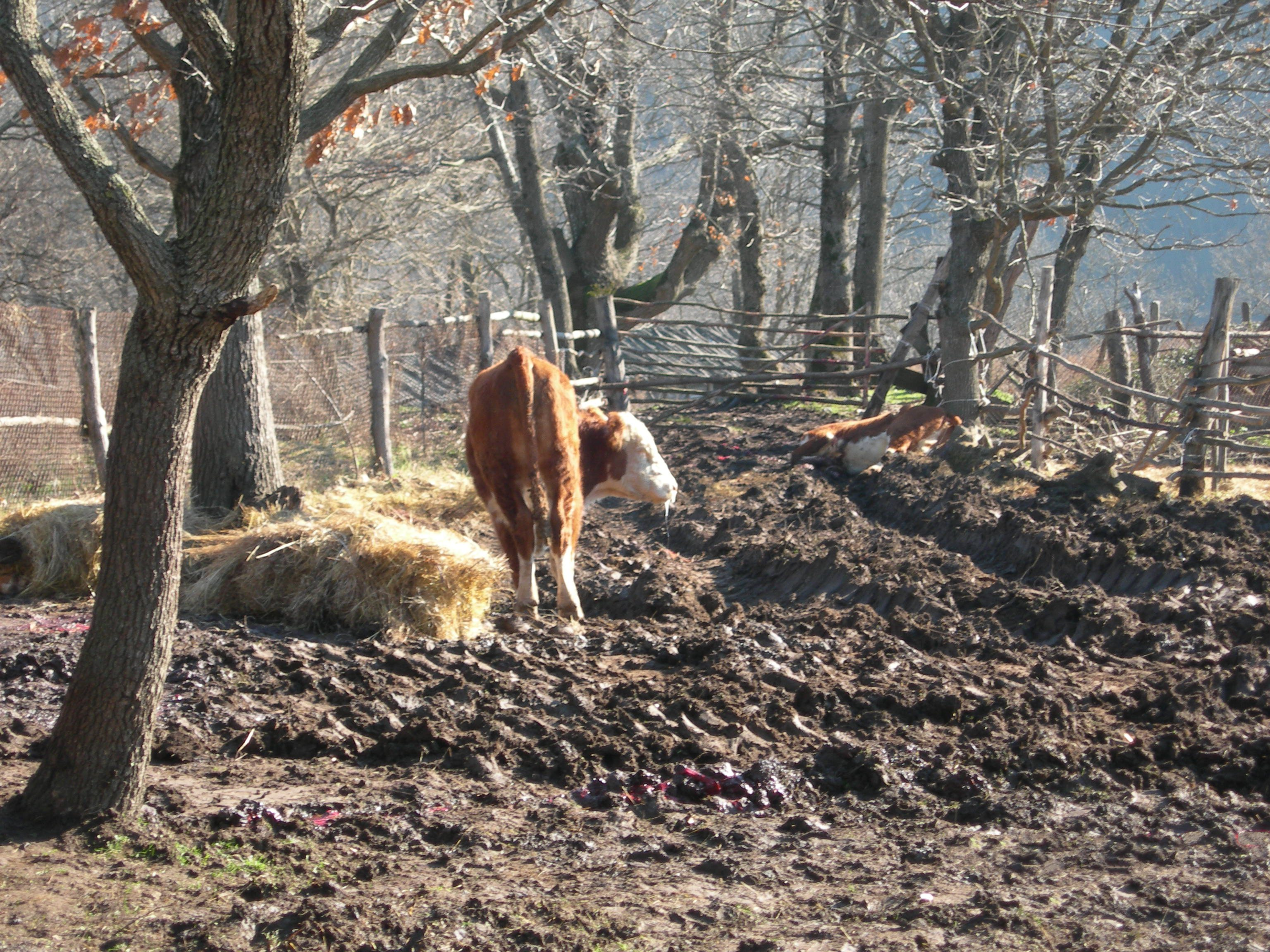
Nyáladzó szarvasmarha

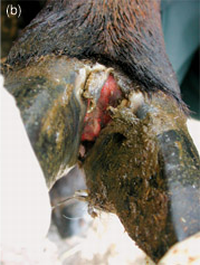
Kidörzsölődések a patán

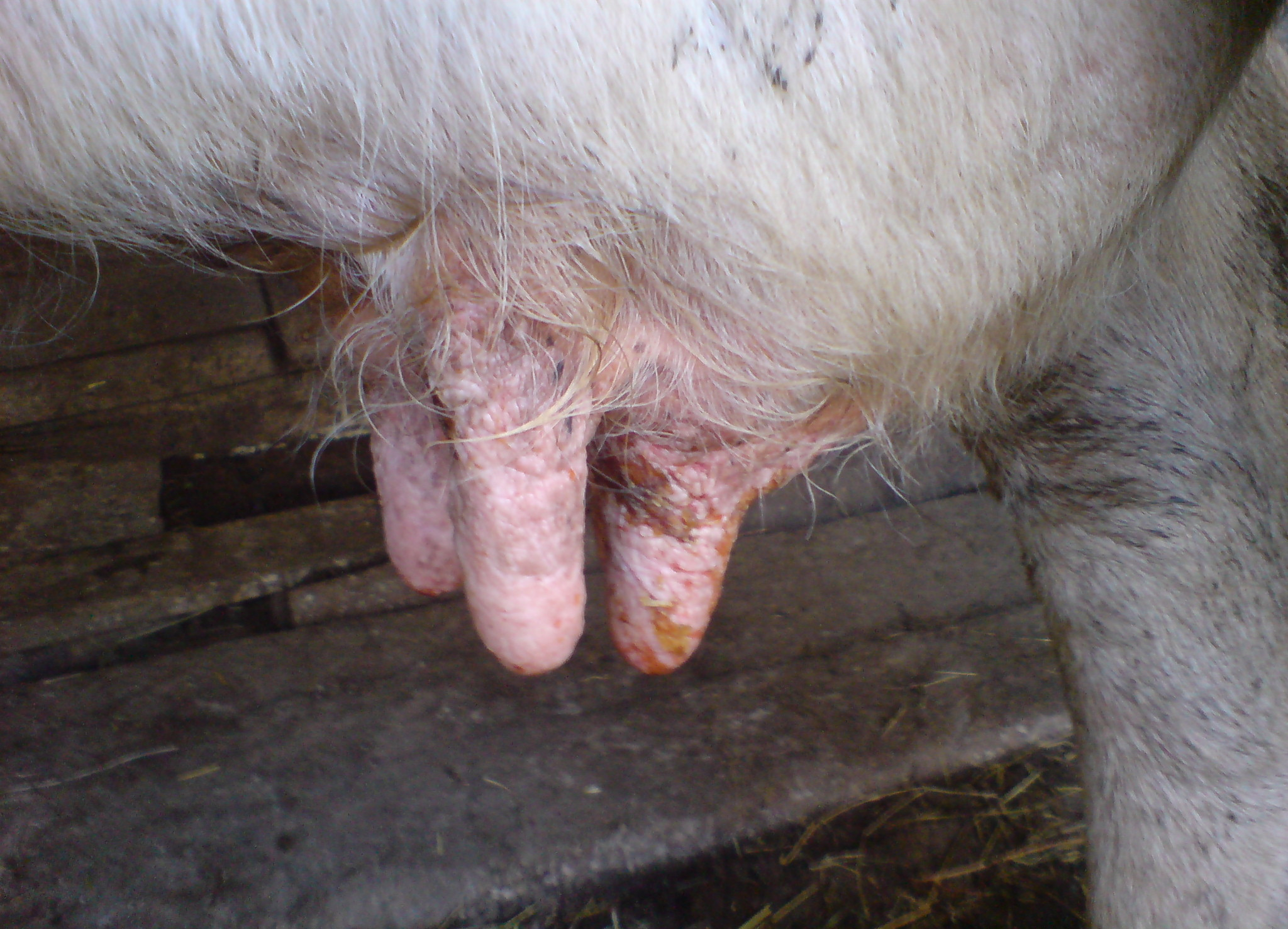
Kidörzsölődések a tőgyön

A betegség inkubációs (lappangási) ideje 2-12 nap. Már a fertőződés után hat órával is képes tovább fertőzni. A betegség magas lázzal kezdődik, ami két-három nap alatt gyorsan lecsökken. A beteg állat szájának nyálkahártyáján hólyagzás jelenik meg, ami csurgó, vagy habos nyálazást eredményez. Nagy valószínűséggel a táplálkozás fájdalmassá tételével étvágyvesztés is jár, ami miatt a felnőtt állat  hónapokig tartó fogyásba kezd. Az állat lába hasonló hólyagzást mutat és az állat megsántul. A hímnemű állat heréje megdagad, a nőstény tejhozama pedig lényegesen lecsökken. Egyéb tünetek: gyengeség, hidegrázás. Bár a fertőzött állat a betegség lefolyása után végül is felépül, egyesek esetében a betegség szívizomgyulladáshoz (myocarditis) és pusztuláshoz vezethet, különösen gyenge példányok, például újszülött borjak esetében. Más állatokat a vírus (aszimptomatikusan) nem támadja meg: ezek a betegség hordozóivá válnak. A fertőzött állatok 2-3 hét alatt felépülhetnek. A fertőzésre való fogékonyság függ az állat fajtájától, és életmódjától is. A magyar tarka és a magyar szürke marha ellenállóbb, mint a magas tejhozamú fajták; azonban ők is elkaphatják a betegséget. Sertéseknél a légúti fertőzés ritkább; ők inkább takarmánnyal, közvetlen érintkezéssel vagy helyszín útján fertőződnek.
Hasonló tünetekkel bír a hólyagos szájgyulladás, a sertés hólyagos betegsége és a sertés hólyagos kiütése, emiatt szükség van laborvizsgálatra is. Elkülönítendő továbbá ezektől is: keleti marhavész, szarvasmarha fertőző rhinotracheitise, kéknyelv-betegség, szarvasmarha herpesmamillitise, szarvasmarha fertőző göbös szájgyulladása és szarvasmarha vírusos hasmenése.

### Szarvasmarha
Szarvasmarháknál a lappangási idő általában 2-7 nap. A betegség kezdetét egy legfeljebb háromnapos láz jelzi, ami elérheti a 42 Celsius-fokot is. A tejtermelő teheneknél a tejtermelés csökken. Már a lázas szakaszban megkezdődik a nyáktermelődés, ezzel egyidejűleg a száj nyálkahártyája kivörösödik. A betegség előrehaladását étvágytalanság és a kérődzés zavara jelzik.
A betegség további szakaszában a teljes pofanyálkahártyában, továbbá a nyelven borsótól galambtojás méretűig terjedő, folyadékkal teli hólyagok keletkeznek. Ezzel egyidejűleg további afták jönnek létre a tőgyön, ami érinti a bőrt és a tejmirigyeket is. A közérzet sokat romlik: a szarvasmarhák a fájdalom jeleit mutatják összezárt szájjal, csámcsogó állkapocsmozdulatokkal és sántítással. A hólyagok kipukkadása után helyük kidörzsölődik, majd gyógyulni kezd. Közben további állatok betegednek meg. A szájban levő afták 14 nap alatt, a patákon keletkezettek egy hónap alatt gyógyulnak meg. A gyógyulást gyakran bakteriális felülfertőzések hátráltatják.
A jóindulatú, 2-5%-os halálozást okozó fertőzések mellett vannak akár 80%-os halálozást okozó fertőzések is. Ennek oka a kórokozó virulenciája mellett annak myotropismusa is. Ez utóbbi inkább borjaknál fordul elő. Még enyhe lefutás esetén is a fiatal állatok különösen ki vannak téve a szívizomgyulladásnak, és az általa okozott szívizom-károsodásnak. Az érintett állatok 24 órán belül egy súlyos általános megbetegedés tüneteit mutatják.
A természetes fertőzés egy egy évig tartó immunitást hagy hátra az adott törzsre. A jelentősebb, illetve várható szövődmények a bakteriális felülfertőződés, a tőgygyulladás, a patakárosodások, a bőrkinövések, a pataleválások, az izomsérülések, a szívizomgyulladás, a tartós állapotromlás és a tartós termeléskiesés.
Szarvasmarhánál hasonló betegségképet mutat a stomatitis vesicularis, a szarvasmarha vírusos hasmenése, a keleti marhavész, a szarvasmarha fertőző rhinotracheitise, a fertőző bovine rhinotracheitis, a kéknyelv betegség és a tehénhimlő.

### Sertés

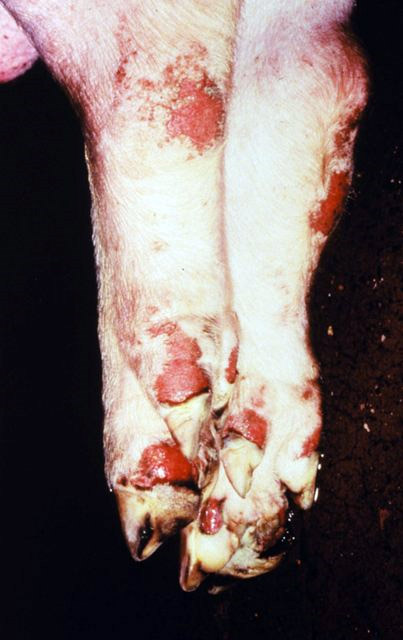
Kiszakadt hólyagok egy száj- és körömfájásban szenvedő disznó lábán

Sertéseknél a lappangási idő többnyire legfeljebb 3 nap. A kezdeti lázas szakasz 4 napig tart. A fertőzés tünetei kevésbé súlyosak, mint a szarvasmarháknál.
Az afták elsődlegesen a patákon a pártaszélen, az interdigitális hasadékban és a fattyú csülkökön keletkeznek. A pofán és a szájtartományban a változások kevéssé feltűnőek. Kocáknál az emlőkön is afták jönnek létre.
A felnőtt állatoknál a betegségre sántítás hívhatja fel a figyelmet, ami olyan súlyos is lehet, hogy az állat nem kel fel a helyéről. Eleinte csak néhány állat beteg, később a fertőzés elterjed az állományban. Malacoknál a szívizom-károsodás mellett hirtelen halálozás is előfordul. A pofán a hámsérülések 14 nap alatt gyógyulnak, a patákon és a talpon a gyógyulást többnyire gennyes felülfertőződések akadályozzák.
Az immunitás 5-7 hónapig tart. A szövődmények közé tartozik a tőgy- és a méhgyulladás mellett a vetélés és a paták szarurétegének elvesztése, illetve a szívizomgyulladás miatti teljesítménycsökkenés.
Sertésnél a betegségtől elkülönítendő a vesiculáris betegségkomplexum, ami szintén hólyagképződéssel jár: hólyagos szájgyulladás, a sertés hólyagos betegsége, és a sertés hólyagos kiütése. Ezen kívül még szelénmérgezés is szóba jöhet.

### Juh
A lappangási idő 2–14 nap. A tünetek enyhébbek, mint a szarvasmarhánál. A fő tünet a paták peremén és a paták között jelentkező afták. A száj nyálkahártyáján és peremén gyakran jelentéktelen. A betegség a nyájon három-hat hét alatt megy át. A betegséget gyakran csak súlyos és fájdalmas sántítás jelzi. A sántítás harmadik napjától a kipukkadt afták kipirosodott helye látható. A bárányokon a betegség súlyosabb formában jelentkezik, szívizomgyulladással, lázzal, hasmenéssel és kedvtelenséggel. A veszteség elérheti a 80%-ot, anélkül, hogy afták jelennének meg. Az afták helye két-három hét alatt gyógyul; a gyógyulást másodlagos fertőzések hátráltatják.
A leggyakoribb szövődmények a patagyulladás, a vetélés, a méh- és tőgygyulladás. A fertőzés utáni immunitás típusspecifikus, és legalább egy évig tart.
Hasonló tüneteket okozhat a szártőrothadás, a varas szájfájás, a kéknyelv betegség és a juh himlője.

### Kecske
A lappangási idő 2-14 nap. A tünetek lehetnek enyhék, vagy nagyon súlyosak, szívizomgyulladással és halállal. A lázas szakasz általános tünetekkel és a tejtermelés csökkenésével jelentkezik. A száj nyálkahártyájában afták képződnek, melyek hamarosan felszakadnak. A fejen dagadás jelentkezhet a szőrzet felmerevedésével. Gyakori az orrnyálkahártya gyulladása. Az afták a patákon ritkán figyelhetők meg.
A szövődmények közé tartozik a patagyulladás, a vetélés, a méh- és tőgygyulladás. A fertőzés utáni típusspecifikus immunitás legalább egy évig tart.
El kell különíteni a szártőrothadást, a varas szájfájást, a kéknyelv betegséget, illetve a kecske himlőjét.

### Ember
A betegség nagyon ritkán fertőzi meg az embert. Ha mégis, akkor súlyosabb tünetek nélkül gyógyul. Fertőzést okozhat a közvetlen kapcsolat a fertőzött állatokkal, a forralatlan vagy pasztőrözetlen tej fogyasztása; azonban az ekképpen kezelt tej és a belőle készült tejtermékek biztonságosak. Előfordulhat laborfertőzés is, ezért a beteg állatokkal való érintkezés során védőöltözet és kesztyű kötelező.
A lappangási idő 2-6 nap. A tünetek a párosujjú patásokhoz hasonlóan két szakaszban jelentkeznek. Először egy rövid, mérsékelt lázas szakasz zajlik le nem specifikus tünetekkel, mint levertség, hányinger, fej- és végtagfájdalom. Ezt követi a második szakasz, amikor afták keletkezhetnek a száj nyálkahártyáján, az ujjbegyeken és a nemi szerveken. Az afták kiszakadása után a helyük tíz napon belül gyógyul.
El kell különíteni a hasonló tünetekkel jelentkező, szintén vírusos kéz-láb-száj betegségtől. Ennek vírusa a Picornaviridae családjába tartozó Coxsackie A enterovírus. Embereknél, különösen kisgyerekeknél inkább kéz-láb-száj fertőzésre kell gyanakodni.

## Élettani háttere
A fertőzés középpontjában az erőteljes virémiafázis áll, ami kapcsolódik a kórokozó elterjedéséhez a gazdaszervezetben, és megtelepedéséhez a célszervekben. A vírus erősen kapcsolódik a bőrhöz és a nyálkahártyához. Az érintett szövetek a száj nyálkahártyája, a nyelőcső, illetve az orrlyukak szőrtelen bőre, az ormány, a tőgy és a paták. A kórokozó emellett megtámadja a vázizomzatot és a szívizomszívizmot, illetve néha az idegrendszert is.
A szarvasmarhák többnyire légúton, a disznók többnyire szájon át fertőződnek meg. A belépés helyén afta keletkezik. Az elsődleges szaporodási központból (disznó: mandulák, szarvasmarha: garatnyálkahártya, hörgőcskék) a vírus a nyirokerekkel és a vérrel eljut a limforetikuláris rendszerbe, például a májba és a lépbe. A betegség lefutását a vírus az elsődlegesen affin szervekben elért szaporodási sikere határozza meg. Ha a vírus gyorsan tud szaporodni, akkor elfolyósodással járó szövetelhalás jön létre, amihez csatlakozóan a vírus elterjed a szervezetben. Ennek során a kórokozó eléri az izomzatot, a bőrt, a nyálkahártyát és a központi idegrendszert. A virémia négy napig tart. Ezután a vírus RNS-e a szervezet legkülönfélébb szöveteiből kimutatható. A vírus elterjedésének látható jele a másodlagos afták megjelenése. A fertőzést különféle környezeti tényezők segíthetik, például az erős testi igénybevétel. Az afták a felhám stratum spinosumában keletkeznek: A fertőzött hámsejtek szétesnek, és az így keletkezett üregeket tiszta folyadék tölti ki, ami egy nagy hólyaggá folyik össze. A hólyag alját a sértetlen stratum basale képezi, az alatta fekvő, jó vérellátású papilláris testekkel. Kipukkadás után az aftákon rendszerint lapos eróziók jönnek létre. A kórokozótörzstől függően a szív- és az izomszövetekben is különböző mértékű sejtkárosodások keletkeznek.

## Patológiai és anatómiai leletek
A kívülről is látható tünetek mellett további afták találhatók a garatban és a nyelőcsőben. A bendőben és a sokrétű gyomorban gyakran varasodás látható. Ha nem találhatók afták a nyálkahártyákon, akkor a légzőszervek nyálkahártyáján gyulladásos feldagadások vagy kisebb bevérzések fordulnak elő. A szív falának külső, átlátszó rétegén apró bevérzések találhatók. A felnőtt állatok szív- és vázizomzatában nem figyelhetők meg elhalások; úgy néz ki, hogy a vírus csak a fiatal állatok izomzatában szaporodik. A fiatal állatok magas halandóságát akut szívizomgyulladásra vezetik vissza, ami szabad szemmel eldugult vénákkal és nagy alvadt vércsomókkal véteti észre magát, főként a bal kamrában. A károsodott szívizomzat lágy, gyengén összehúzódott, és különböző méretű fehéres szürke csíkok és foltok mutatkoznak, különösen a bal kamrában és a válaszfalban (tigrisszív). Ezek az elváltozások a vázizomzatot is érintik. A megbetegedésnek ez a fajtája gyakran aftaképződés nélkül megy végbe. Perakut lefutásnál nem láthatók ezek az elváltozások sem.

## Szöveti kép
A korai szakaszban a szöveti sérülések csak mikroszkóppal láthatók. A stratum spinosum első szöveti elváltozásai sejtnedvüreges degenerációk, a sejtplazmák egyre erősödő eozinofil festhetőségével, továbbá ödémaképződéssel a sejtközötti térben. Ehhez sejtelhalások csatlakoznak, fehérvérsejtek reaktív beszűrődésével. Az időközben láthatóvá váló sérülések a felhám és az alatta levő rétegek szétválásával keletkeznek. Az így létrejött hólyagok tiszta folyadékkal töltődnek fel. Néha a folyadék mennyisége minimális. A felhám elhalhat, vagy környezeti behatásokra szétszakadhat, még mielőtt az aftaképződés befejeződne. A szívizomzat szöveti képe hyalingöröngyös lymphohistiocytás szívizomgyulladással és szívizomsejtek elhalásával keletkezik.

## Felismerése
A betegség szarvasmarháknál rendszerint kifejezetten erős tünetekkel jelentkezik, míg a kiskérődzőknél az enyhébb, illetve kevésbé nyilvánvaló tünetek megnehezítik a diagnózist. A hirtelen jelentkező sántaság a nyáj nagy részénél és az újszülött, illetve nagyon fiatal bárányok, gidák halandóságának megugrása keltheti fel a gyanút már az aftaképződés előtt. Sertéseknél differenciáldiagnózist kell végezni aftaképződés miatt jelentkező sántaság halmozódása esetén.
Gyanú esetén a fertőzés gyanújának megerősítésére a megfelelő körülmények között (jó megvilágítás, tiszta környezet) a klinikai kórkép szakértő ismeretével bíró állatorvos által végzett alapos állományvizsgálat szükséges.
A száj- és körömfájás bejelentésköteles; a bejelentéskötelezettséget az Éltv. 18.§ (1) bekezdés f) pontja, illetve a rendelet 5. §-a írja elő. Gyanú esetén a tulajdonosnak, az állat gondozójának, az állatorvosnak, a felvásárlónak vagy a szállítónak késedelem nélkül értesítenie kell a hatósági állatorvost. A bejelentést bármely állatorvos köteles megtenni, aki az adott települést ellátja. A hatósági állatorvos megvizsgálja az állományt, szükség esetén mintákat szállít további laboratóriumi elemzésre, és elrendeli az első egészségvédelmi intézkedéseket. A mintát futárral kell a Nébihnek (Állategészségügyi Diagnosztikai Igazgatóságára 1149 Budapest, XIV. Tábornok utca 2.) küldeni. Az állatok leölését a járási hivatal rendeli el. A leölést a Nébih állatvédelmi útmutatói alapján kell elvégezni. Az állategészségügyi hatóság további állategészségügyi igazgatási intézkedésekre jogosult.
Mintavétel céljából a legalkalmasabbak a friss afták, illetve a váladékok. Afták hiányában az egészségesnek látszó szövetből is vehető minta. Megmintázható az orrüreg, valamint az elhullott állatok szíve, gyomra és tőgye is. Ha a fertőzés már több, mint egy hete fennáll, akkor a vírus kimutatható az orrüregből, illetve a hörgők váladékából vett mintákban. Vérmintákból nemcsak az antitestek, hanem a vírus is kimutatható a fertőzést követő ötödik naptól. Egy állattól egy gramm minta elég. A mintákat glicerinnel, illetve pufferanyaggal keverik, és semleges pH-n (7,2-7,4 pH) hűtve szállítják. A hűtéshez szárazjég vagy folyékony nitrogén ajánlott, kivéve, ha a szállítási idő nem haladja meg a 24 órát, mert akkor elég 4 Celsius fokra lehűteni. A mintát csavarkupakos edénybe kell tenni.
A kórokozót az OIE aktuális diagnosztikai kézikönyve szerint azonosítják; RT-PCR a vírus kimutatására és antigén ELISA teszteket végeznek. Végezhetnek komplement kötési próbát is. Indirekt kimutatható vírus neutralizációs próbával is.

## Védekezés

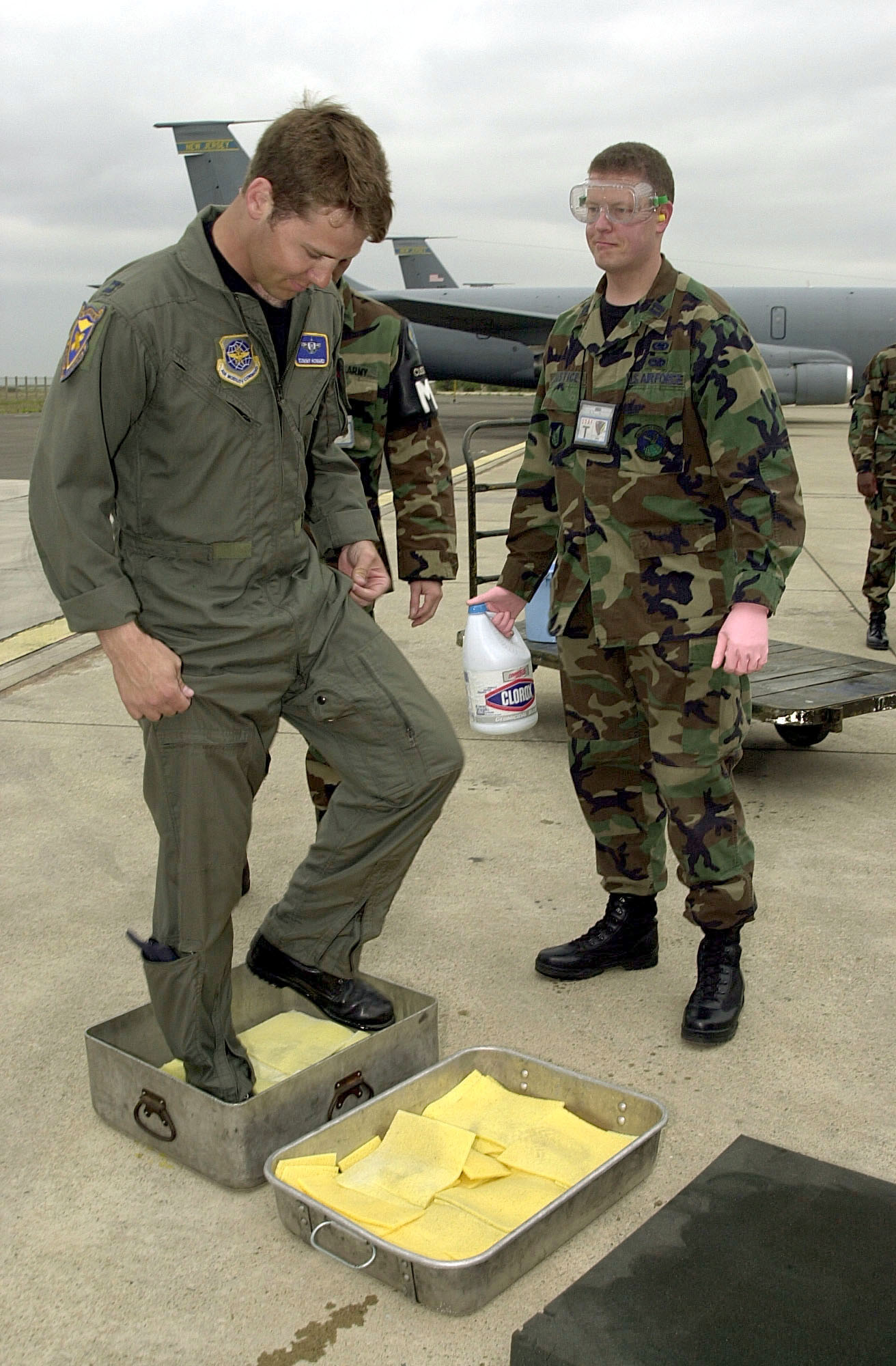
Fertőtlenítő kád használata

A gyógyítás szigorúan tilos. A védekezés értelmében karantént (vesztegzár, egészségügyi zárlat) alkalmaznak a fertőzött és az egészséges állományok elkülönítésére. A megelőzés érdekében egészséges állományokat is elkülönítenek, így például állatkertek is bezárnak.
Jelenleg nincs olyan általános oltóanyag, amellyel meg lehetne előzni a száj- és körömfájás minden változatát, nemcsak azért, mert a betegségnek hét szerotípusa ismeretes és bármelyikre kifejlesztett szérum a többire hatástalan lenne, hanem azért is, mert a vírus gyorsan változik és az ellenszer kifejlesztésének és az állatok beoltásának költsége magasabb lehet, mint a fertőzés alkalmankénti kitörésekor fellépő költségek. Az oltás csak lassítani képes a fertőzést, megállítani nem; ráadásul a sertéseknél még erre sem képes, a vadállományt pedig nem lehet átoltani. A jelenleg rendelkezésre álló vakcinák legyengítve tartalmazzák a vírust, de előfordulhatnak bennük nem legyengített virionok is. Az oltott állatok ugyanúgy szeropozitívak, mint a betegek vagy a gyógyultak, és akár évekig fertőzhetnek.
A védőoltás kifejlesztésére irányuló munka folytatódik. A kezdetben kifejlesztett oltóanyaghoz a vírus következtében elhalt állatok megmintázásából szerzett anyagot használtak, ami ahelyett, hogy segített volna, olykor valódi járványhoz vezetett. Az 1970-es években felfedezték, hogy egy szérum a vírus egyetlen kulcsfehérjéjéből is kifejleszthető, és így már csak az oltóanyag nagy mennyiségben történő előállításának a problémája várt megoldásra. 1981-re ez is sikerült és június 18-án az amerikai kormány bejelentette a száj- és körömfájás ellen védelmet nyújtó oltóanyag szintetikus úton való előállításának sikerességét.
Globális szinten a védekezést a FAO koordinálja. Fenntartja a globális stratégiát. A védekezés elsődleges eszköze nemzetközi szinten a progresszív védekezés útvonal. Országspecifikus támogatást ad, figyeli a kockázatokat, segíti a a jó gyakorlatok terjedését, támogatja az oltóanyagok beszerzését és elosztását, képzési programokat nyújt, támogatja a szakpolitikák fejlesztését, az élelmiszer-biztonságot és a gazdasági biztonságot, illetve vészhelyzeti támogatást nyújt.
Az Állategészségügyi Világszervezet (OIE) három országtípust különböztet meg védelem szempontjából: „betegség jelenléte védőoltással vagy anélkül”, „betegségmentesség védőoltással”, és „betegségmentesség védőoltás nélkül”. Az Európai Unió mentesnek számít védőoltás nélkül, kivéve az időnkénti behurcolásokat. Értelemszerűen e harmadik kategóriába tartozó országok státusza a legelőnyösebb a húskivitel szempontjából. A védőoltás nélkül mentes országokban behurcolás esetén nem a védőoltáshoz nyúlnak elsőként, hanem igyekeznek helyhez kötni a betegséget, főként a sertés- és vadállomány érdekében. A betegség bejelentésköteles. Ahol felbukkan, azt az állományt fájdalommentesen kiirtják. A tulajdonosokat kártalanítják. Az olyan személyeket, akik fertőzött területen jártak, fertőtlenítik ruházatukkal együtt, gyakran fertőtlenítő folyadékot tartalmazó kádon való átsétálás távolítja el a cipőtalpon megtelepedett vírusokat. Az érvénybe lépő korlátozások közé tartozik a karantén a fertőzött telepre; a fokozott fertőtlenítés; a vásárok, kiállítások, és minden más rendezvény betiltása, ami a fogékony állatokhoz kapcsolódik.  A vadak védelmében betiltják a vadászatot, és ellenjavallják a kirándulást, a kimozdulást a természetbe. A határátkelőkön fertőtlenítik a járművek kerekét is. Betiltották a vásárok tartását 2025. május 5-ig. A nemzeti parkok korlátozták a látogatható területeket. Magyarországon a védelmet az agrárminisztérium és az országos főállatorvos irányítja. Már egy-egy helyi kitörés is kellemetlen az egész országnak, mivel más országok mentességük megőrzésének érdekében betilthatják az importot a teljes országból, és nemcsak a fertőzött régióból. Ugyan az emberre nem veszélyes a fertőzött állatok hőkezelt húsa, pasztőrözött teje és a belőlük készült termékek, azonban a vírus fertőzőképessége miatt a száj- és körömfájás erősen veszélyezteti a mezőgazdaságot. Vakcinázás nélkül a nemzetközi kereskedelmi korlátozások a betegség eltűnése után 3, vakcinázással 6 hónap után oldhatók fel.
Az Európai Unióban a zárlat alá eső körzet az érintett telep körüli 3 km sugarú kör. A lezárás 15 napig tart; utána az állatok csak leölésre szállíthatók el. A kitörés 10 km-es környezete megfigyelési körzet. Ha eltelt 30 nap újabb megbetegedés nélkül, akkor takarítást, fertőtlenítést, patkány- és egérirtást rendeznek. A vírus hónapokig fertőzőképes maradhat az istállóban, a talajon, a hulladékban, a trágyában és a szalmában. A hulladékot hangyasavval vagy legalább 60 Celsius fokra melegítéssel lehet fertőtleníteni. A telep a fertőtlenítés után 21 nappal újratelepíthető.

## Története
A középkori krónikák említenek járványokat a szarvasmarhák között, de nem írják le a tüneteket. Így nem lehet tudni, hogy száj- és körömfájásról, vagy keleti marhavészről van-e szó. Az első híradás, ami kétségtelenül száj- és körömfájás, egy szerzetestől származik, 1514-ből, Itáliából. 1544-ben Franciaországból és Angliából jelentették, 1686-1687-ben Németföldön, Franciaországban és Svájcban írták le. 
A járványok története a 18. századtól pontosan követhető, melyek 5-10 évenként nagy területeket jártak be.

### Nagyobb járványok világszerte
Nagyobb járványok listája:
- USA: 1914-1929
- Amerikai Egyesült Államok - Mexikó határa: 1946-1947: Végül falépítés nélkül sikerült meggátolni a terjedést az Amerikai Egyesült Államokba
- Egyesült Királyság: 1967
- Tajvan: 1997
- Egyesült Királyság: 2001
- Kínai Népköztársaság: 2005, 2007, 2010
- Egyesült Királyság: 2007
- Japán és a Koreai Köztársaság: 2010-2011
- Indonézia: 2022
- Németország: 1911, 2025

A 2001-es brit járvány során a fertőzésveszély miatt a Nagy-Britanniából kiutazókat a repülőtereken fertőtlenítették Európa-szerte. A járműforgalmat is korlátozták a fertőzött és az egészséges területek között.
Az 1911-es járványt Németországnak több, mint egy évébe telt letörnie, szigorú intézkedésekkel avatkoztak be az egész lakosság életébe. Schleswig-Holsteinben például egész régiókat zártak le. A rendezvényeket betiltották, és az élelemforrások beszűkültek. Sarlatánok léptek fel, heves politikai viták zajlottak az intézkedésekről, túlegyszerűsítésekkel, a járvány megfékezésére tett erőfeszítésekkel kapcsolatban, hogy mit hogy kellene csinálni. 2025-ben egy vízibivalynál találták meg a vírust, ami kutatások szerint Iránból vagy Törökországból érkezhetett. 2025 előtt utoljára 1988-ban észlelték a vírust Németországban. Spanyolországban, Franciaországban, Hollandiában és Írországban 2001-ben jelentkezett utoljára. 2001-ben és 2007-ben az Egyesült Királyságban is megjelent. Svájcban 1871/72-ben, 1899–1900-ban, 1911–14-ben, 1920/21-ben, 1939/40-ben és 1965-ben tört ki. Az utolsó kitörések 1968-ban és 1980-ban voltak, azóta Svájc száj- és körömfájásmentesnek számít.

### Magyarországon
Magyarországon az első járványt 1752-ben jelentették. A Pallas Nagylexikona beszámol a 19. század végi járványról, amit 1889-ben észleltek, csúcspontját 1890-ben érte el, és 1891-ben csengett le. Ekkoriban már 2–4 évenként söpört végig Európán, rendszerint nyugatról kelet felé. Ez a járvány összesen 24 millió koronás veszteséget okozott Magyarországon. A veszteséget a tejtermelés visszaesése, az állatok fogyása, és igavonó képességének csökkenése, valamint elhullás és a kereskedelmi korlátozások okozták. Ekkoriban alkalmazták a karantént, és átvészeltették az állományokat. Szabad volt a betegséget kezelni, és a beteg állatokból vett nyállal oltottak is. A betegek húsát csak hatósági ellenőrzés után lehetett továbbadni; a bőrt fertőtlenítették, a tejet megsemmisítették. A gyógyult bikák 20 kg-ot, az ökrök és tehenek 15 kg-ot, a borjak 6 kg-ot fogytak a betegség előtti állapothoz képest. A tehenek tejtermelése 8 napig napi 1 litert csökkent; az ökröknek 5-8 napi pihenőt kellett adni; a sertések átlagos fogyását 5 koronára becsülték. A nyári időszak melege nem lassította a betegséget; a terjedés csak télen lassult, amikor is kevés volt a mozgás az országban.
Magyarországra a betegség visszatért az 1900-as évek elején, majd 1910–1911-ben súlyos járvány gyötörte az országot, évi 3 millió esettel; 1938–1939-ben szintén volt járvány, majd a második világháborút követően. Európában ezt követően is voltak járványok, 1952–1954-ben; 1964–1965-ben; 1968–1969-ben; 1972–1973-ban; ezek nem kímélték Magyarországot sem. A második világháború előtt állategészségügyi igazgatási eljárásokkal kezelték a járványokat, lezárásokkal, leöléssel, a gyanús, illetve beteg állatok felismerésével. Waldmann és társai 1938-ban kifejlesztették a vakcinát, A szocialista Magyarországon évente kétszer, tavasszal és ősszel átoltották a szarvasmarhákat. Az oltás azonban megbízhatatlan volt, mivel az inaktiválást nem sikerült megnyugtatóan megoldani, és a szarvasmarháknak csak 2/3-a számára biztosított védelmet. Így a vakcina többször is száj- és körömfájást okozott. Bachrach szerint a vakcinával kapcsolatos technikai problémák Európában 1968–1981 között az esetek 44%-áért voltak felelősek. Az NSZK-ban az 1970–1984 között regisztrált 28 gócpont közül 16-ot az oltás, 4-et vakcinatermelő technikai hibája okozott.
Az oltást elsőként Dániában tiltották be, majd követte Ausztria, Németország, Franciaország, az Egyesült Királyság, Spanyolország is. Az Európai Unióban 1992-től tilos a vakcinát használni. Magyarországon a szarvasmarhák oltását 1990-ben hagyták abba; azóta csak közigazgatási intézkedésekkel és a fertőzött, illetve gyanús állatállományok leölésével szabad védekezni.
2025-ben március 8-án megerősítették a betegség kitörését Kisbajcson, egy tejelő tehenészetben, Magyarország északnyugati sarkában. A legelső intézkedések közé tartozott a telepen élő 1400 szarvasmarha leölése és a tetemek eltemetése. Március 21-én Szlovákiában is felbukkant a betegség, Medvén, Csiliznyáradon és Bakán.  Ezután március 25-én Szlovákiában Lúcson észlelték, majd március 26-án Magyarországon, Levélen. A következő helyszín Szlovákiában Detrekőcsütörtök. Április 17-én a betegséget Magyarországon Rábapordányban erősítették meg. A száj- és körömfájás annak ellenére jelent meg, hogy az állatok gondozói egész áprilisban nem mentek haza a telepről, és további intézkedéseket is tettek. A szarvasmarhák mellett sertések is éltek a telepen, őket is leölték. A telepek csak akkor kapnak kártalanítást, ha vállalják, hogy a fertőtlenítés után újjátelepítik a telepet, és három év alatt visszaállnak az eredeti létszámra.
A betegség kitörésével kapcsolatban járványügyi nyomozás indult. Az eredmények szerint a fertőzéseket Magyarországon és Szlovákiában a Törökországban, Pakisztánban és a Közel-Keleten előforduló vírustörzs okozta. Nem zárták ki azt a lehetőséget, hogy a vírust laboratóriumban szaporították, sőt, még azt sem, hogy a vírus mesterséges eredetű. Kemenesi Gábor, a Pécsi Tudományegyetem Virológiai Laboratóriumának igazgatója szerint nagyon kicsi annak a valószínűsége, hogy a vírus mesterséges eredetű. A nyomozás kizárta, hogy vendégmunkás hurcolta volna be a betegséget. Ha a nyomozás úgy találja, hogy a vírust szándékosan terjesztették, akkor terrorizmus, azon belül bioterrorizmus miatt emelnek vádat. Ha bebizonyosodik, hogy egy állam megbízásából került erre sor, akkor az háborús cselekmény az illető állam részéről. Azonban 2025 júniusáig nem találtak semmi erre utaló jelre.
A piacon pánikhangulat kezdett kialakulni, a hús eladási ára 40%-ot esett, melynek kipótlását a kormánytól várják. A pánik az exportra is hatással van, sok piac akár egy-két évre is elveszett. Az Egyesült Királyságba utazók nem vihetnek magukkal tejtermékeket és a veszélyeztetett állatok húsát sem. A tömegsír létesítésére Bábolnát választották ki, ahol a helyiek tiltakozása ellenére temették el a tetemeket. Később Csemeztanyán temették el a Vas megyében leölt állatokat, szintén a helyiek tiltakozása ellenére, akik vízvezeték híján kútból vesznek vizet. Rábapordány költségvetése is megrendült adókiesés miatt, ezért megszorításokat vezettek be. Csak a levéli kitörés miatt napi húszezer literrel csökkent a tejtermelés. Kisbajcson 46 főt bocsátottak el.
 A veszteség a korábban számítottat is meghaladhatja. Az állatok kihízzák a vágóhidakat és az ólakat. Az export elmaradása mellett még azzal is számolni kell, hogy a lakosság bizalma csökkent az állati termékek iránt, így a hazai piac is csökkent.  A bajba jutott állattartók kamatmentes hitelt is igénybe vehetnek. Vissza nem térítendő támogatást is felajánlottak.
Szlovákia és Ausztria 2025 május 21-én feloldotta a korlátozásokat. Már nem fertőtlenítenek miatta, és kinyitottak a korábban lezárt határátkelők is. Május közepével a hortobágyi vadaspark is újra megnyílt. A száj- és körömfájás miatt létrehozott operatív törzs június 6-án feloszlott. Megszűntek a korlátozások az egészséges sertések felvásárlásával kapcsolatban. 2025. június 6-ától minden korlátozást megszüntettek Magyarországon. Az Európai Unió a magyarországi járványt hivatalosan is lezárta. A WOAH-nál a mentességi idő július 20-ától indul. Az Európai Unión kívüli országok ezt veszik figyelembe. Koszovó és Albánia legalább egyéves mentességet követel meg.
A koronavírus-járványhoz hasonlóan laikusok részinformációk alapján mondtak véleményt a védekezésről. A konteók akadályozták is a védekezést. Az előírásokat teljesítő állatorvosokat szívtelennek nevezték, illetve leegyszerűsítették a védekezés célját arra, hogy vagyonmentést végeznek. Az elképzelések szerint jobb lenne átvészeltetni az állományokat, mert akkor legalább az életük megmaradna, tartós állapotromlás nélkül. Azonban az átvészeltetett állományok és az ott született fiatal állatok még évekig vírusürítők maradnak, veszélyeztetve a további állományokat. Egyes vélekedések szerint bioterrorizmus történt, mások szerint Isten büntetése az intenzív állattartás miatt. Sótonyi Péter Széchenyi-díjas professzor cáfolja azokat a vélekedéseket, hogy a vírust laborban tenyésztették volna. Vannak, akik a régebbi védekezési módokat akarják visszahozni, megfeledkezve a körülmények változásáról. Megint mások kísérleti eszközök bevetését követelték, melynek a hatása még nincs bizonyítva. Vannak, akik szerint a járvánnyal a műhúsra és a rovarevésre készítik elő a népet. Előkerültek politikai híresztelések is, melyek szabotázsakciót, bioterrorizmust sejtenek; azonban a vírusokkal dolgozó laboratóriumokra szigorú szabályok, protokollok vonatkoznak.

## Etikai megfontolások

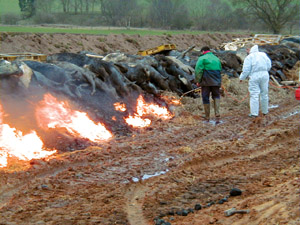
A tetemek elégetése

Az Európai Unió előírásai szerint ki kell irtani azt az állományt, ahol a betegséget megtalálják. Ezzel védik a többi állományt, amihez még nem jutott el a betegség. A 21. században nem ritkák az ezresnél is nagyobb állományok, amelyek leölése napokig is eltart. Habár lehet sajnálni a leölésre ítélt állatokat, de tekintetbe kell venni, hogy ezzel még több állatot védenek meg a súlyos, sok szenvedéssel járó betegségtől. A leginkább védendők a vadállomány, a törzsállomány és az őshonos állományok. A vadállomány azért kiemelt fontosságú, mert nem ismer országhatárokat; nem lehet elkülöníteni, elzárni. Ha a kórokozó bejut a vadállományba, akkor a járvány végigsöpör az egész kontinensen.
Külön kérdés a leölt állomány kezelése. Ha elégetik, akkor azzal szennyezik a levegőt, ami több ezer leölt állat esetén jelentősebb környezeti károkat is okozhat. Ráadásul a nem kellőképpen átforrósodott maradék tovább terjesztheti a vírust. Ha elássák, akkor ügyelni kell arra, hogy vízbázisokat ne veszélyeztessen. A több ezer tetemet nem lehet gyorsan elásni, mivel a tetemek bomlás közben felpuffadnak, és a tömegsír felrobbanhat, szétszórva a maradványokat, ami további lehetőséget ad a kórokozónak. Így a temetés napokat is igénybe vesz, amíg vannak kiálló maradványok. Közben vigyázni kell arra, hogy ne lopjanak belőle, amivel új esélyt adnának a vírusnak a terjedésre. Itt nem az ember okozná a legnagyobb problémát, hanem a vaddisznó. Vigyázni kell a vízbázisra is; ha a kórokozó bejut, akkor nagyon nehéz eltüntetni.
Az állomány kiirtása veszteség a gazdának. Ha nem lenne kártalanítás, akkor pénzügyi csődbe menne. Kártalanítással sem tudja azonban teljesíteni a szerződéseit. A gazdaság jövője a terület és a felszerelések fertőtlenítésével is kérdésessé válik. Az alkalmazottakat nem tudják fizetni. A kisebb, hagyományosabb rendszerekben a gazda név szerint ismeri az állatokat, és nap mint nap gondoskodik róluk, illetve foglalkozik velük. Másrészt azonban tudatosítani kell, hogy ez egy fájdalmas betegség, már maguk a hólyagok miatt is, melyek akadályozzák mind a mozgást, mind az evést, mind a tej leadását. A hólyagok kipukkadása után másodlagos fertőzések nehezítik a gyógyulást. Azokon a területeken, ahol a száj- és körömfájás endemikus, az oltásból és a termeléskiesésből adódó veszteséget évi 6,5 - 21 milliárd dollárra becsülik; ahol pedig alkalmanként van kitörés, átlagban évi 1,5 milliárd
dolláros veszteséggel kell számolni. A legnagyobb költségeket a legszegényebb országok viselik.

## Fordítás
- Ez a szócikk részben vagy egészben  a   Maul- und Klauenseuche című német Wikipédia-szócikk fordításán alapul.  Az eredeti cikk szerkesztőit annak laptörténete sorolja fel. Ez a jelzés csupán a megfogalmazás eredetét és a szerzői jogokat jelzi, nem szolgál a cikkben szereplő információk forrásmegjelöléseként.
- Ez a szócikk részben vagy egészben  a   Foot-and-mouth disease című angol Wikipédia-szócikk fordításán alapul.  Az eredeti cikk szerkesztőit annak laptörténete sorolja fel. Ez a jelzés csupán a megfogalmazás eredetét és a szerzői jogokat jelzi, nem szolgál a cikkben szereplő információk forrásmegjelöléseként.

## Külső link
- A Nébih tájékoztatója a száj- és körömfájással kapcsolatban kialakított körzetekről